# Elezioni comunali in Abruzzo del 2013
Le elezioni comunali in Abruzzo del 2013 si sono svolte il 26 e 27 maggio (con ballottaggio il 9 e 10 giugno).

## Riepilogo sindaci eletti
Coalizione di centro-sinistra
     Commissario prefettizio
| Provincia | Comune  | Popolazione legale (censimento 2011) | Sindaco uscente | Sindaco uscente | Sindaco eletto | Sindaco eletto        | Primo turno | Primo turno | Secondo turno | Secondo turno | Seggi   |
| Provincia | Comune  | Popolazione legale (censimento 2011) | Sindaco uscente | Sindaco uscente | Sindaco eletto | Sindaco eletto        | Voti        | %           | Voti          | %             | Seggi   |
| --------- | ------- | ------------------------------------ | --------------- | --------------- | -------------- | --------------------- | ----------- | ----------- | ------------- | ------------- | ------- |
| L'Aquila  | Sulmona | 24 275                               |                 | Giuseppe Guetta |                | Giuseppe Ranalli (PD) | 4 890       | 32,77       | 6 439         | 66,03         | 10 / 16 |

## Provincia dell'Aquila

### Sulmona
| Candidati                                 | Candidati                    | II turno                     | II turno                     | I turno | I turno | Liste                         | Voti   | %    | Seggi |
| Candidati                                 | Candidati                    | Voti                         | %                            | Voti    | %       | Liste                         | Voti   | %    | Seggi |
| ----------------------------------------- | ---------------------------- | ---------------------------- | ---------------------------- | ------- | ------- | ----------------------------- | ------ | ---- | ----- |
|                                           | Giuseppe Ranalli ✔️ Sindaco  | 6 439                        | 66,03                        | 4 890   | 32,77   | Pronti per Cambiare           | 1 333  | 9,38 | 4     |
| Partito Democratico                       | Giuseppe Ranalli ✔️ Sindaco  | 6 439                        | 66,03                        | 4 890   | 32,77   | 1 315                         | 9,26   | 3    |       |
| Sinistra Ecologia Libertà                 | Giuseppe Ranalli ✔️ Sindaco  | 6 439                        | 66,03                        | 4 890   | 32,77   | 634                           | 4,46   | 1    |       |
| Noi Sulmona                               | Giuseppe Ranalli ✔️ Sindaco  | 6 439                        | 66,03                        | 4 890   | 32,77   | 616                           | 4,34   | 1    |       |
| Certo che Partecipo                       | Giuseppe Ranalli ✔️ Sindaco  | 6 439                        | 66,03                        | 4 890   | 32,77   | 571                           | 4,02   | 1    |       |
| Riformisti per Sulmona                    | Giuseppe Ranalli ✔️ Sindaco  | 6 439                        | 66,03                        | 4 890   | 32,77   | 67                            | 0,47   | –    |       |
| Totale liste                              | Giuseppe Ranalli ✔️ Sindaco  | 6 439                        | 66,03                        | 4 890   | 32,77   | 4 536                         | 31,93  | 10   |       |
|                                           | Luigi La Civita              | 3 313                        | 33,97                        | 2 007   | 13,45   | Il Popolo della Libertà       | 1 299  | 9,14 | –     |
| Giovani Futuro                            | Luigi La Civita              | 3 313                        | 33,97                        | 2 007   | 13,45   | 280                           | 1,97   | –    |       |
| Seggio di coalizione                      | Seggio di coalizione         | Seggio di coalizione         | 33,97                        | 2 007   | 13,45   | 1                             |        |      |       |
| Totale liste                              | Luigi La Civita              | 3 313                        | 33,97                        | 2 007   | 13,45   | 1 579                         | 11,12  | –    |       |
|                                           | Fulvio Di Benedetto          | Fulvio Di Benedetto          | Fulvio Di Benedetto          | 3 255   | 21,82   | Sulmona al Centro             | 1 376  | 9,69 | 1     |
| Sulmona Democratica                       | Fulvio Di Benedetto          | Fulvio Di Benedetto          | Fulvio Di Benedetto          | 3 255   | 21,82   | 919                           | 6,47   | 1    |       |
| Partito Socialista Italiano               | Fulvio Di Benedetto          | Fulvio Di Benedetto          | Fulvio Di Benedetto          | 3 255   | 21,82   | 820                           | 5,77   | 1    |       |
| Leali per Sulmona                         | Fulvio Di Benedetto          | Fulvio Di Benedetto          | Fulvio Di Benedetto          | 3 255   | 21,82   | 368                           | 2,59   | –    |       |
| Sulmona Futura                            | Fulvio Di Benedetto          | Fulvio Di Benedetto          | Fulvio Di Benedetto          | 3 255   | 21,82   | 352                           | 2,48   | –    |       |
| Totale liste                              | Fulvio Di Benedetto          | Fulvio Di Benedetto          | Fulvio Di Benedetto          | 3 255   | 21,82   | 3 835                         | 27,00  | 3    |       |
|                                           | Enea Di Ianni                | Enea Di Ianni                | Enea Di Ianni                | 1 630   | 10,92   | Fratelli d'Italia             | 867    | 6,10 | –     |
| Il Popolo di Sulmona per Di Ianni Sindaco | Enea Di Ianni                | Enea Di Ianni                | Enea Di Ianni                | 1 630   | 10,92   | 798                           | 5,62   | –    |       |
| Seggio di coalizione                      | Seggio di coalizione         | Seggio di coalizione         | Enea Di Ianni                | 1 630   | 10,92   | 1                             |        |      |       |
| Totale liste                              | Enea Di Ianni                | Enea Di Ianni                | Enea Di Ianni                | 1 630   | 10,92   | 1 665                         | 11,72  | –    |       |
|                                           | Alessandro Lucci             | Alessandro Lucci             | Alessandro Lucci             | 1 550   | 10,39   | SBIC - Sulmona Bene in Comune | 1 175  | 8,27 | –     |
| Seggio di coalizione                      | Seggio di coalizione         | Seggio di coalizione         | Alessandro Lucci             | 1 550   | 10,39   | 1                             |        |      |       |
|                                           | Palmiero Susi                | Palmiero Susi                | Palmiero Susi                | 1 062   | 7,12    | Sulmona Viva                  | 642    | 4,52 | –     |
| Per la mia Sulmona                        | Palmiero Susi                | Palmiero Susi                | Palmiero Susi                | 1 062   | 7,12    | 361                           | 2,54   | –    |       |
| Totale liste                              | Palmiero Susi                | Palmiero Susi                | Palmiero Susi                | 1 062   | 7,12    | 1 003                         | 7,06   | –    |       |
|                                           | Gianluca Francesco De Paolis | Gianluca Francesco De Paolis | Gianluca Francesco De Paolis | 526     | 3,53    | Movimento 5 Stelle            | 413    | 2,91 | –     |
| Totale                                    | Totale                       | 9 752                        | 100                          | 14 920  | 100     |                               | 14 206 | 100  | 16    |
|                                           |                              |                              |                              |         |         |                               |        |      |       |
| Schede bianche                            | Schede bianche               | 132                          | 1,30                         | 79      | 0,51    |                               |        |      |       |
| Schede nulle                              | Schede nulle                 | 265                          | 2,61                         | 347     | 2,26    |                               |        |      |       |
| Votanti                                   | Votanti                      | 10 149                       | 44,78                        | 15 346  | 67,71   |                               |        |      |       |
| Elettori                                  | Elettori                     | 22 664                       |                              | 22 664  |         |                               |        |      |       |
|                                           |                              |                              |                              |         |         |                               |        |      |       |
| Fonte: Ministero dell'interno             |                              |                              |                              |         |         |                               |        |      |       |

1. ↑  Non accedette al ballottaggio, pur arrivando secondo, in quanto deceduto alla vigilia del primo turno.